# أندرو بريسكو
أندرو بريسكو (بالإنجليزية: Andrew Briscoe)‏ هو قاضي وسياسي أمريكي، ولد في 25 نوفمبر 1810 في مقاطعة كليبورن في الولايات المتحدة، وتوفي في 4 أكتوبر 1849 في نيو أورلينز في الولايات المتحدة.